# Quiosc de Tzitzis
El quiosc de Tzitzis, conegut com a quiosc de Qertassi o Kertassi, és una capella del tipus quiosc que es trobava fins als anys 60 a uns 40 km al sud de la presa d'Assuan, en un llogaret anomenat Qertassi o Kertassi. Abans de ser cobert per les aigües de l'embassament, fou mogut per les autoritats egípcies del servei d'antiguitats a una illa del nord del llac Nasser anomenada Nova Kalabsha (on també es va traslladar el temple de Kalabsha i el temple de Beit al-Wali). El seu emplaçament actual no és massa llunyà de l'anterior (a uns 35 km més al nord), ja que l'illa de Nova Kalabsha està a uns 5 km de la presa d'Assuan. Quertassi estava a 15 km al nord de Beit al-Wali i a uns 20 km al nord de Kalabsha.
La capella estava dedica a Hathor. Prop del quiosc, hi havia també una capella dedicada a Isis i a Osiris. Es compon de quatre columnes amb capitells florals i murs a mitjana alçada entre les columnes; en ser construït, se li va fer sostre, però ja no en queda cap rastre.
Els experts el consideren construït en època ptolemaica i fou construït a la ciutat llavors anomenada Tzitzis o Qirtas.